# Shinee's Hello Baby
Shinee's Hello Baby é a segunda temporada do reality show Hello Baby, estrelado pela boy band Shinee como pais e uma criança chamada Jung Yoogeun.

## Elenco
- Shinee: Onew, Jonghyun, Key, Minho e Taemin como os pais.
- Jung Yoogeun, uma criança de 4 anos de idade.

## Conceito
Os integrantes da banda Shinee tinham que cuidar de um menino chamado Jung Yoogeun. Uma criança de 4 anos (idade coreana), que nasceu em 25 de outubro de 2007.

### Ranking dos pais
| Membros  | Posição 1 | Posição 2 | Posição 3 | Posição 4 | Posição 5 |
| -------- | --------- | --------- | --------- | --------- | --------- |
| Onew     | 1         | 1         | 2         | 2         | 1         |
| Jonghyun | 3         |           |           | 3         | 1         |
| Key      | 5         | 1         |           |           | 2         |
| Minho    | 1         | 2         | 3         |           |           |
| Taemin   | 1         | 2         | 1         | 1         | 3         |

### Episódios com Ranking
| Episode #                             | Posição 1 | Posição 2 | Posição 3 | Posição 4 | Posição 5 |
| ------------------------------------- | --------- | --------- | --------- | --------- | --------- |
| Episodio 1                            | Key       | Minho     | Onew      | Jonghyun  | Taemin    |
| Episodio 2                            | Onew      |           |           |           |           |
| Episodio 3                            | Key       | Taemin    | Minho     | Jonghyun  | Onew      |
| Episodio 4                            | Jonghyun  |           |           |           |           |
| Episodio 7 - Card Game                | Minho     | Key       | Onew      | Taemin    | Jonghyun  |
| Episodio 7                            | Jonghyun  | Minho     | Taemin    | Onew      | Key       |
| Episodio 8                            | Key       |           |           |           | Taemin    |
| Episodio 9                            | Jonghyun  | Taemin    | Minho     | Onew      | Key       |
| Episodio 10                           | Jonghyun  | Taemin    | Minho     | Onew      | Key       |
| Episodio 11 - Jogos Olímpicos de Amor | Key       | Onew      | Minho     | Jonghyun  | Taemin    |
| Episodio 11                           | Taemin    |           |           |           |           |
| Episodio 12                           | Key       |           |           |           |           |